# Andros (Bahamy)
Andros (ang. Andros Island) – grupa wysp na Oceanie Atlantyckim, w archipelagu Bahamów. Ich łączna powierzchnia wynosi 5957 km², zamieszkuje je około 7,7 tys. mieszkańców (2000). W skład Andros wchodzi North Andros (3439 km²), South Andros (1448 km²) oraz wiele mniejszych wysp i wysepek. W ich obrębie znajduje się trzecia pod względem długości bariera koralowa na świecie – rozciąga się na długości około 225 km. Znajduje się tam też AUTEC – poligon do badań akustycznych United States Navy.

## Gospodarka
Podstawą gospodarki wyspy jest uprawa ananasów oraz warzyw. Ważną rolę odgrywa rybołówstwo, turystyka oraz eksploatacja lasów.

## Nazwa „Andros”
Wyspy Andros administracyjnie traktowane są jako jedno i choć w rzeczywistości nazwa Andros odnosi się do grupy wysp, jej angielska nazwa (Andros Island) jest w liczbie pojedynczej.
Stąd też można spotkać się ze stwierdzeniem, że miano największej wyspy Bahamów przypada Wyspie Andros – tak naprawdę największą wyspą Bahamów jest jedna z dwóch głównych wysp Andros – North Andros.